# Univerza v Parizu (stara)
Univerza v Parizu (francosko Université de Paris) je bila ena izmed največjih in najstarejših srednjeveških univerz. Pojavila se je sredi 12. stoletja; leta 1200 jo je priznal kralj Filip II. Francoski, leta 1215 papež Inocenc III. Hitro je pridobila ugled, zlasti na področjih filozofije in teologije. Ustanovljena kot združenje vseh pariških kolegijev, ki so se nahajali na levem bregu mesta, je univerza zagotavljala usposabljanje vseh klerikov, torej vseh izvršilnih in upravnih uslužbencev kraljevih institucij (državnega sveta, parlamenta, sodišča itd.) kot tudi cerkvenih institucij (poučevanja, bolnišnic, knjigotrženja itd.). Univerza v Parizu je po dolgem obdobju zatona bila ukinjena leta 1793.